# Хрвоје Магазиновић
Хрвоје Магазиновић (Задар, 29. мај 1913 — Сплит, 10. април 2015) био је хрватски правник, истакнути припадник и један од водећих идеолога Љотићевог Збора, сатрудник Српског добровољачког корпуса и владе генерала Милана Недића.
Дипломирао је на београдском Правном факултету 1937. године, а у правној струци је радио и прије и послије Другог свјетског рата, када је наставио стручно усавршавање, а објавио је и више научних радова.
Већ као студент постаје члан ЈНП Збор, чији је бановински секретар био у Бањалуци почев од 1939. године. Са вјереницом и потоњом супругом Зором, утекао је од усташког окупатора и отишао у Београд. У јесен 1944. године повлачи се преко Словеније у Италију, гдје га заробљава УДБА. Брозове власти га осуђују на 20 година робије. Послије мучног дугогодишњег робијања и боравка у многим затворима, ослобођен је крајем 1959. године.
Хрвоје Магазиновић се прије и за вријеме Другог свјетског рата нарочито истицао својим бритким пером којом је образлагао чиниоце зборашке идеологије, њен хришћански и органски поглед на друштво и национално-социјалну мисао о правилном односу према радничком питању. Попут свог учитеља, као и свих других зборашких идеолога, узроке народних недаћа, крвавог кола окупације и страдања, видио је у паду народног духа и одсуству истинске елите. Разобличавао је посљедњу тадашњу смјену, како је сликовито назвао антинародну псеудоелиту – смјену шићарџијску и котеријашку, као пратеће оруђе Израиљеве војске у циљу гашења разбукталог пламена у балканско-европском тамном беспућу.
Указујући на почетни погрешан смијер нове државе настале 1918. године, усљед загађености њеног политичког живота либерал-демократским чиниоцима, закључио је да су нове прилике и нови живот захтјевали нове људе, државнике... По његовом запажању потребни су били носиоци национално-социјалне мисли, а тога није било. Политичари старог кова нису схватили да је свјетски рат донео револуцију у којој сваки народ мора на вријеме наћи свој пут.
Упркос сламању народно-државних кола у крвавим условима рата и окупације 1941. године, Хрвоје са својим друговима и саборцима из Збора, чврсто је вјеровао у истинску слободу и долазак нове Смјене. Аутор је мемоарске књиге Кроз једно мучно стољеће.